# Reutov
Reutov (ru. Реутов) este un oraș din Regiunea Moscova, Federația Rusă și are o populație de 76.805 locuitori.